# Jean Goldkette

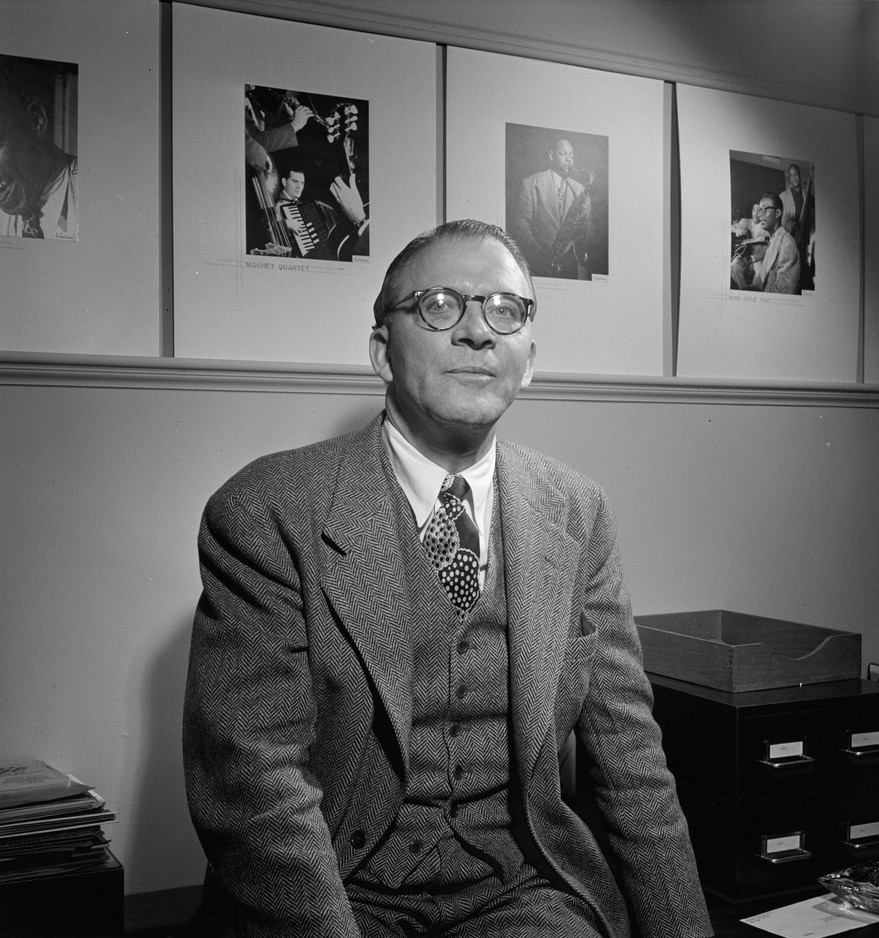
Jean Goldkette, ca. Juni 1949.
Fotografie von William P. Gottlieb.

Jean Goldkette (* 18. März 1899 in Valenciennes, Frankreich; † 24. März 1962 in Santa Barbara, Kalifornien) wurde als Jazz-Pianist und Bandleader bekannt.

## Leben und Wirken
Goldkette wuchs in Griechenland auf und ging in Russland zur Schule, bevor er 1911 in die USA auswanderte.
Er leitete viele Jazz- und Tanzbands, darunter seine wohl bekannteste Band in den Jahren 1924 bis 1929 in Detroit. Zwischen 1927 und 1929 gelangen ihm, beginnend mit Irving Berlins „(You Forgot to) Remember“, dreizehn Hiterfolge in den Billboard Top 30. Sein letzter Erfolgstitel war „Tip Toe Through the Tulips“, ein Song aus dem Film Gold Diggers of Broadway. In dieser Band spielten – zu unterschiedlichen Zeiten – Bix Beiderbecke, Hoagy Carmichael, Jimmy Dorsey, Tommy Dorsey, Eddie Lang, Frankie Trumbauer, Joe Venuti, Pee Wee Hunt, Don Murray und viele andere.
1927 warb Paul Whiteman die meisten von Goldkettes besten Bandmitgliedern ab. 1930 verließ Jean Goldkette den Jazz, um als Agent und klassischer Pianist zu arbeiten. Goldkette half zunächst bei der Organisation von den McKinney’s Cotton Pickers und den Orange Blossoms, die als Casa Loma Orchestra berühmt wurden. Mitte der 1930er wurde er zahlungsunfähig. 1939 war er der Manager des American Symphony Orchestra. 1945 und 1947 leitete er wieder eine Band. 1955 trat er als Konzertpianist auf. 1960 versuchte er ein Comeback im Jazz. 1939 heiratete er Lee McQuillen, mit der er in Detroit bis 1961 wohnte. Die letzte Zeit seines Lebens verbrachte er in Kalifornien.